# Nemesia cynanchifolia
Nemesia cynanchifolia är en flenörtsväxtart som beskrevs av George Bentham. Nemesia cynanchifolia ingår i släktet nemesior, och familjen flenörtsväxter. Inga underarter finns listade i Catalogue of Life.